# ドイツサッカー連盟

ロゴ (2008年以降)

ドイツサッカー連盟（ドイツサッカーれんめい、独: Deutscher Fußball Bund）は、ドイツにおけるサッカー活動の振興を行う運営団体。ドイツスポーツ連盟に加盟。本部はフランクフルト・アム・マイン。
トレードマークは国章に倣い「鷲（アードラー）」にDEUTSCHER FUSSBALL BUNDとあしらった白地のものか、緑地に白抜きの正三角形を3つ組み合わせたもので一部直線を切ることで「DFB」のロゴを形作ったものを使用する。

## 名称
原語（ドイツ語）での名称はDeutscher Fußball Bund（ドイチャー・フースバール・ブント、冠詞付きではDer Deutsche Fußball-Bund）であり略してDFB。この名称を直訳すると「ドイツサッカー連盟」となる。しかし英語ではGerman Football Associationと表され、これを日本語にすると「ドイツサッカー協会」となる。このため日本では両方の表記が混在することになっている。

## 概要
1900年1月にライプツィヒで創設。現在は26,000以上のクラブが加盟し、ドイツスポーツ連盟傘下の競技団体では最大の規模であり、630万人を超える会員数の世界最大のスポーツ協会である。1904年に国際サッカー連盟（FIFA）、欧州サッカー連盟（UEFA）には1954年に加盟した。
5つの地域連盟と21の地区協会を持ち、ドイツ代表、女子代表などのチームの総括やブンデスリーガ、女子ブンデスリーガ、レギオナルリーガ（地域リーグ）を傘下にもつ。

## 沿革
1900年1月28日、ライプツィヒにて創立。当時のドイツ国内にある86クラブが加盟した。1904年には国際サッカー連盟（FIFA）に加盟。その後もイングランドサッカー協会（FA）に対抗する欧州サッカーやFIFAの中核組織として機能し、イボ・シュリッカーは第二次世界大戦を挟んで1932年から1950年までFIFAの事務局長を務めた。1938年にはナチス・ドイツによるアンシュルス（オーストリア合併）に伴い、オーストリアサッカー連盟がDFBの一部となった。
1945年、第二次世界大戦でドイツが敗北し、中央政府が消滅するとDFBは消滅し、FIFAからも開戦の責任を問う形でドイツと日本が除名された。その後、アメリカ合衆国・イギリス・フランスの3か国による占領地域において統合国家の復興が進み、1949年にドイツ連邦共和国（西ドイツ）が成立した。これに合わせ、同年7月10日にDFBが旧名のままで復活し、1950年にFIFAへ復帰した。1954年には、西ドイツ代表としてFIFAワールドカップのスイス大会に初参加したチームが「マジック・マジャール」として呼ばれたハンガリー代表を決勝で下し、ドイツの代表チームとして初めて優勝した。
DFBは1956年には欧州サッカー連盟（UEFA）の結成に参加した。同年には、第二次世界大戦後にフランスの保護領となっていたザールのザールラントサッカー連盟、サッカーザールラント代表）が合流した。
ただし、ソ連占領地域に成立したドイツ民主共和国（東ドイツ）では、1950年に東ドイツサッカー協会 (DFV) が成立し、DFBの反対を押し切って1952年にFIFAに加盟した。DFVはUEFAの創設メンバーにもなったが、DFBとDFVの関係は疎遠で、サッカー東ドイツ代表との「東西対決」は1974年にDFBがホストとなって開催した1974 FIFAワールドカップ（W杯西ドイツ大会）の1回のみだった。この時には西ドイツ代表は敗れたが、西ドイツ代表は決勝でオランダ代表を下して2度目のW杯優勝を果たした。
1963年にはかつての統一ドイツ時代を含めて初の全国リーグ戦となるブンデスリーガを開始した。また、1961年からは「ゴールデンプラン」と呼ばれる西ドイツ連邦政府・各州政府・地方自治体などの大規模なスポーツ施設整備計画が始められ、DFBはスポーツシューレと呼ばれる各地の総合スポーツ施設で選手育成や代表チームの強化、それに一般の地域住民を対象とした普及活動などを進めた。これはデットマール・クラマーをはじめとした各指導者の派遣と共に、世界各国のサッカー協会やスポーツ団体に影響を与えた。
その後もDFBは世界のサッカー界で大きな影響力を持ち続け、1990年には1990 FIFAワールドカップ（W杯イタリア大会）で3度目の優勝を遂げた。この優勝時には既に東ドイツが西ドイツに吸収合併されるドイツ再統一が決まっていて、これがDFBとして最後の西ドイツ地域単独でのタイトルになった。10月3日にドイツ再統一が行われると、11月20日にDFVが解散を決議した。DFBは旧東ドイツ地域に成立した5州の協会を加え、サッカー界の再統一も完成させた。
2006年にはDFBとして2度目、再統一後は初のW杯自国開催になる2006 FIFAワールドカップ（W杯ドイツ大会）でドイツ代表が3位に入った。続く2010 FIFAワールドカップ（W杯南アフリカ大会）ではドイツ代表は3位。2014 FIFAワールドカップ（W杯ブラジル大会）では「アメリカ大陸での大会ではヨーロッパのチームは優勝できない」のジンクスを破り、ドイツ代表は4度目の優勝をした。1990年のドイツ再統一後にドイツ代表がFIFAワールドカップに優勝したのは、これが最初である（1990年大会の優勝は再統一前）。

## 国際大会
初の国際試合は男子が1908年4月5日のスイス戦（スイス・バーゼル）で、女子が1982年9月10日のスイス戦（ドイツ・コブレンツ）である。

### 男子
FIFAワールドカップの成績
| 年     | 開催国           | 順位                      | 勝 | 分 | 敗 | 得点:失点 |
| ------ | ---------------- | ------------------------- | -- | -- | -- | --------- |
| 1934年 | イタリア王国     | 3位                       | 3  | 0  | 1  | 11:8      |
| 1938年 | フランス         | 決勝トーナメント1回戦敗退 | 0  | 1  | 1  | 3:5       |
| 1954年 | スイス           | 優勝                      | 6  | 0  | 1  | 25:14     |
| 1958年 | スウェーデン     | 4位                       | 2  | 2  | 2  | 12:14     |
| 1962年 | チリ             | 準々決勝敗退              | 2  | 1  | 1  | 4:2       |
| 1966年 | イングランド     | 準優勝                    | 4  | 1  | 1  | 15:6      |
| 1970年 | メキシコ         | 3位                       | 4  | 1  | 1  | 17:10     |
| 1974年 | 西ドイツ         | 優勝                      | 6  | 0  | 1  | 13:4      |
| 1978年 | アルゼンチン     | グループリーグ敗退        | 1  | 4  | 1  | 10:5      |
| 1982年 | スペイン         | 準優勝                    | 4  | 1  | 2  | 12:10     |
| 1986年 | メキシコ         | 準優勝                    | 4  | 1  | 2  | 8:7       |
| 1990年 | イタリア         | 優勝                      | 6  | 1  | 0  | 15:5      |
| 1994年 | アメリカ合衆国   | 準々決勝敗退              | 3  | 1  | 1  | 9:7       |
| 1998年 | フランス         | 準々決勝敗退              | 3  | 1  | 1  | 8:6       |
| 2002年 | 日本/ 韓国       | 準優勝                    | 5  | 1  | 1  | 14:3      |
| 2006年 | ドイツ           | 3位                       | 6  | 0  | 1  | 14:6      |
| 2010年 | 南アフリカ共和国 | 3位                       | 5  | 0  | 2  | 16:5      |
| 2014年 | ブラジル         | 優勝                      | 6  | 1  | 0  | 18:5      |
| 2018年 | ロシア           | グループリーグ敗退        | 1  | 0  | 2  | 2:4       |
| 2022年 | カタール         | グループリーグ敗退        | 1  | 1  | 1  | 6:5       |

### 女子
FIFA女子ワールドカップの成績
| 年     | 開催国                           | 順位               | 勝 | 分 | 敗 | 得点:失点 |
| ------ | -------------------------------- | ------------------ | -- | -- | -- | --------- |
| 1991年 | 中国                             | 4位                | 4  | 0  | 2  | 13:10     |
| 1995年 | スウェーデン                     | 準優勝             | 4  | 0  | 2  | 13:6      |
| 1999年 | アメリカ合衆国                   | 準々決勝敗退       | 1  | 2  | 1  | 12:5      |
| 2003年 | アメリカ合衆国                   | 優勝               | 5  | 0  | 0  | 23:3      |
| 2007年 | 中国                             | 優勝               | 5  | 1  | 0  | 21:0      |
| 2011年 | ドイツ                           | 準々決勝敗退       | 3  | 0  | 1  | 7:4       |
| 2015年 | カナダ                           | 4位                | 3  | 2  | 2  | 20:6      |
| 2019年 | フランス                         | 準々決勝敗退       | 4  | 0  | 1  | 10:2      |
| 2023年 | オーストラリア/ ニュージーランド | グループリーグ敗退 | 1  | 1  | 1  | 8:3       |

## 国内大会
ドイツ国内における最大のサッカー大会は、連盟傘下のドイツサッカーリーグ機構が運営するブンデスリーガ（連邦リーグ）である。なお、ブンデスリーガは、多くの場合は1部リーグの「1.ブンデスリーガ (1.Bundesliga) 」を指すことが多いが、ドイツのサッカーリーグの総称でもある。
他の欧州諸国のリーグとほぼ同じく秋春期に開催され、毎年トロフィーであるマイスターシャーレ（覇者の盆）をめぐって各チームがしのぎを削る。1963年のブンデスリーガ開始後は長らく2部制であったが、2008-09シーズンの制度改革に際して、DFBが直接運営する3部リーグが新たに発足し、現在の3部制となった。そして、その下部にはレギオナルリーガ（地域リーグ）がある。
サッカーはドイツで最も人気のあるプロスポーツであり、テレビ中継などで多くの人々が観戦する。スタジアムへの観客動員数は120万人ほどとされる。国内カップ戦ではDFBポカールを主催している。また、女子の大会では女子ブンデスリーガ、女子DFBポカールなどを主催している。

## 歴代会長
- フェアディナント・ヒュッペ（ドイツ語版） 1900-1904
- フリードリヒ・ヴィルヘルム・ノーヘ（ドイツ語版） 1904-1905
- ゴットフリート・ヒンツェ（ドイツ語版） 1905-1925
- フェリックス・リーネマン（ドイツ語版） 1925-1945
- ペコ・バウヴェンス（ドイツ語版） 1949年-1962
- ヘルマン・ゲスマン（ドイツ語版） 1962-1975
- ヘルマン・ノイベルガー（ドイツ語版） 1975-1992
- エギディウス・ブラウン（ドイツ語版） 1992-2001
- ゲアハルト・マイヤー＝フォルフェルダー（ドイツ語版） 2001-2006*
- テオ・ツヴァンツィガー（ドイツ語版） 2004-2012*
  - *2004年から2006年9月の間は2人で職務を分担
- ヴォルフガング・ニーアスバッハ（ドイツ語版） 2012-2015
- レイナー・コック（ドイツ語版）・ラインハルト・ラウバル（ドイツ語版） 2015-2016
- ラインハルト・グリンデル（ドイツ語版） 2016-2019
- フリッツ・ケラー（ドイツ語版） 2019-2021
- ベルント・ノイエンドルフ（英語版） 2022-